# Ölandshöna

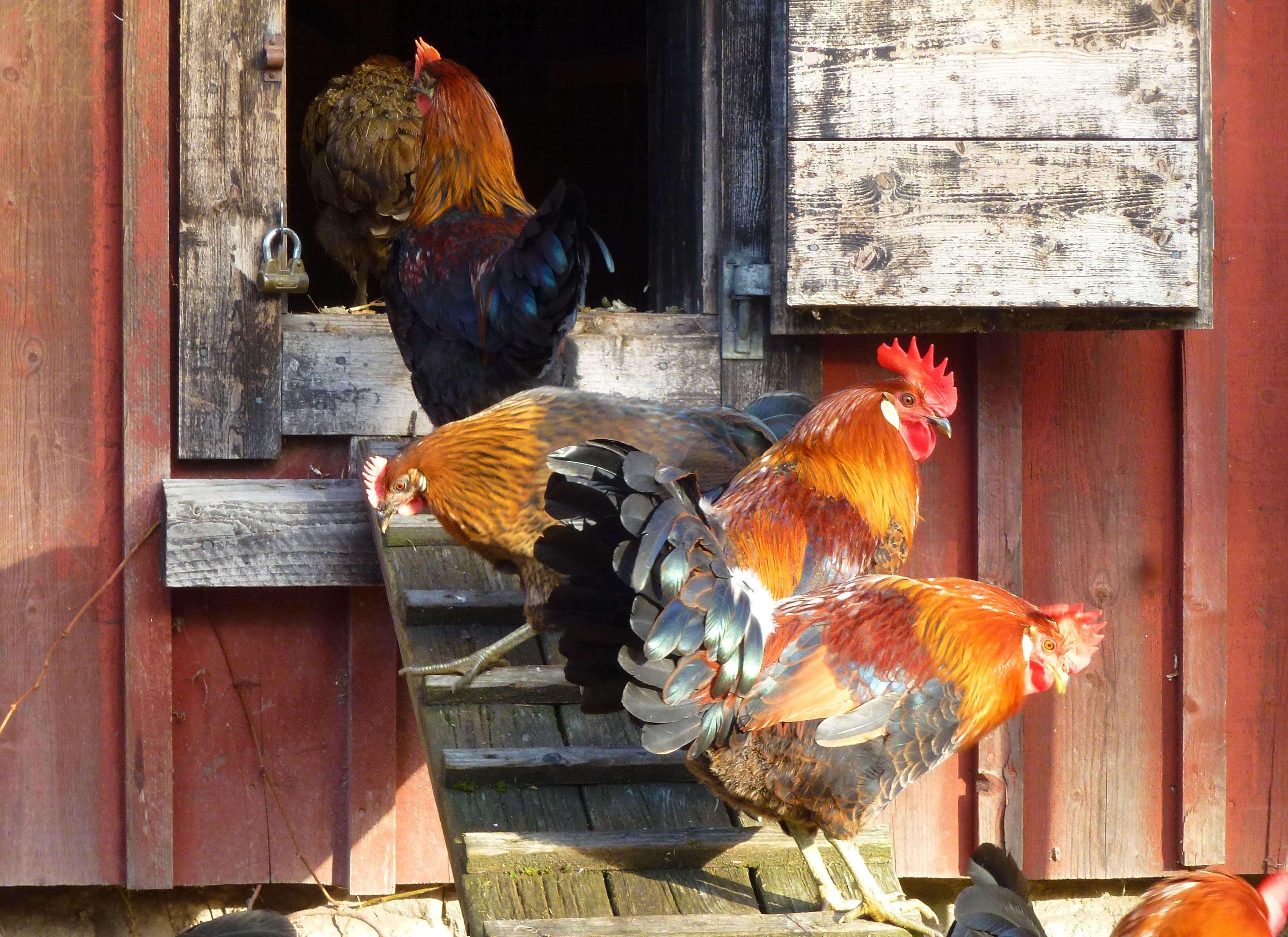
Ölandshöns på Torekällberget.

Ölandshönan är en svensk tamhöna och en lantras som ursprungligen härstammar från Öland.

## Allmänt
Ölandshöns var utrotningshotade men rasen räddades på 1990-talet sedan sex individer kunde tas omhand på en gammal gård i byn Kåtorp på västra Öland. Sedan dess har arbetet inom Svenska Lanthönsklubben lett till att det finns omkring 40 genbanker som håller Ölandshöns och omkring 600 individer av rasen. Ölandshöna är dock fortfarande en av Sveriges mest hotade stora lanthönsraser. Några exemplar finns på friluftsmuseet Torekällberget i Södertälje.

## Fakta
- Vikt: 2 kg för hönsen och omkring 3 kg för tupparna.
- Färg: Fjädrarna har många olika färger. Kammen, som sticker upp på huvudet, och haklappen är röd.
- Ägg: Lägger cirka 150 ägg per år, äggen väger 55–67 gram.
- Livslängd: 5–10 år.